# Claude Eugène Méderlet
Claude Eugène Méderlet SDB (* 15. November 1867 in Erstroff, Lothringen (Département Moselle); † 12. Dezember 1934 in Pallikonda, Indien) war Ordenspriester und Erzbischof von Madras. 

## Leben
Als Méderlet 1867 geboren wurde, gehörte Erstroff zu Frankreich; von 1871 bis 1918 war der Ort deutsch. Der Sohn eines Landwirts und Drechslers besuchte die Schule des Heimatdorfes, erhielt aber gleichzeitig durch den Pfarrer Unterricht in Französisch und Latein, so dass er zur Vorbereitung auf ein Theologiestudium alsbald auf das Kleine Seminar in Metz wechseln konnte. Dieses Vorhaben scheiterte jedoch an Schwierigkeiten in Latein. So wechselte er an eine franziskanische Schule in Frankreich, wurde Franziskanerbruder und trat schließlich Ende 1890 in Foglizzo bei Turin ins Noviziat der Salesianer Don Boscos ein. Am 11. Dezember 1891 legte er die erste Ordensprofess ab und schloss in Lüttich sein Theologiestudium ab. Dort war 1891 das erste belgische Salesianerhaus gegründet worden. Nach seiner Priesterweihe am 8. Juli 1894 arbeitete er dort drei Jahre lang als Erzieher. 1897 wurde er zum ersten Direktor des neuen Hauses in Muri im Schweizer Kanton Aargau ernannt. Die „Don Bosco-Anstalt zum hl. Joseph“, die vor allem Lehrlinge ausbildete, war die erste Niederlassung der Salesianer Don Boscos auf deutschsprachigem Gebiet, die allerdings aufgrund finanzieller Schwierigkeiten nur bis 1904 bestand. Während dieser Zeit erschien sein Buch „Don Bosco, ein Apostel der Jugend im 19. Jahrhundert“ (Muri 1901; (2)1902).
Von Muri aus bemühte sich Méderlet darum, die Gründung einer salesianischen Ordensniederlassung in seiner lothringischen Heimat zu ermöglichen. 1904 kam es zur Gründung einer italienischen katholischen Mission in Bad Sierck, die im Folgejahr nach Diedenhofen verlegt wurde und bis 1917 bestand.
Méderlet wurde 1904 Direktor der Niederlassung in Lüttich. 1907 ging er als Missionar nach Indien. In Tanjore/Südindien gründete er ein Waisenhaus und eine Berufsschule und wurde 1915 zum Pfarrer des Ortes.
Als 1928 der Vatikan die indischen Missionen neu organisierte, vertraute er den Salesianern Don Boscos das Erzbistum Madras an, mit Méderlet als erstem Erzbischof (geweiht am 28. Oktober 1928). Auch als Bischof gründete er zahlreiche Schulen und Oratorien sowie ein Kleines Seminar zur Ausbildung indischer Priester.
Zur Selig- und Heiligsprechung des Ordensgründers Don Bosco 1929 bzw. 1934 war Méderlet jeweils in Rom, wobei er jedes Mal nicht nur Spenden, sondern – zumindest 1934 – von der Ordensgemeinschaft auch neue Missionare zur Verfügung gestellt bekam.
Sein plötzlicher und unerwarteter Tod im Beichtstuhl steht symbolisch für sein unermüdliches pastorales Wirken.
Nachfolger als Erzbischof wurde 1935 der französische Salesianer Don Boscos Louis Mathias.